# Антифел

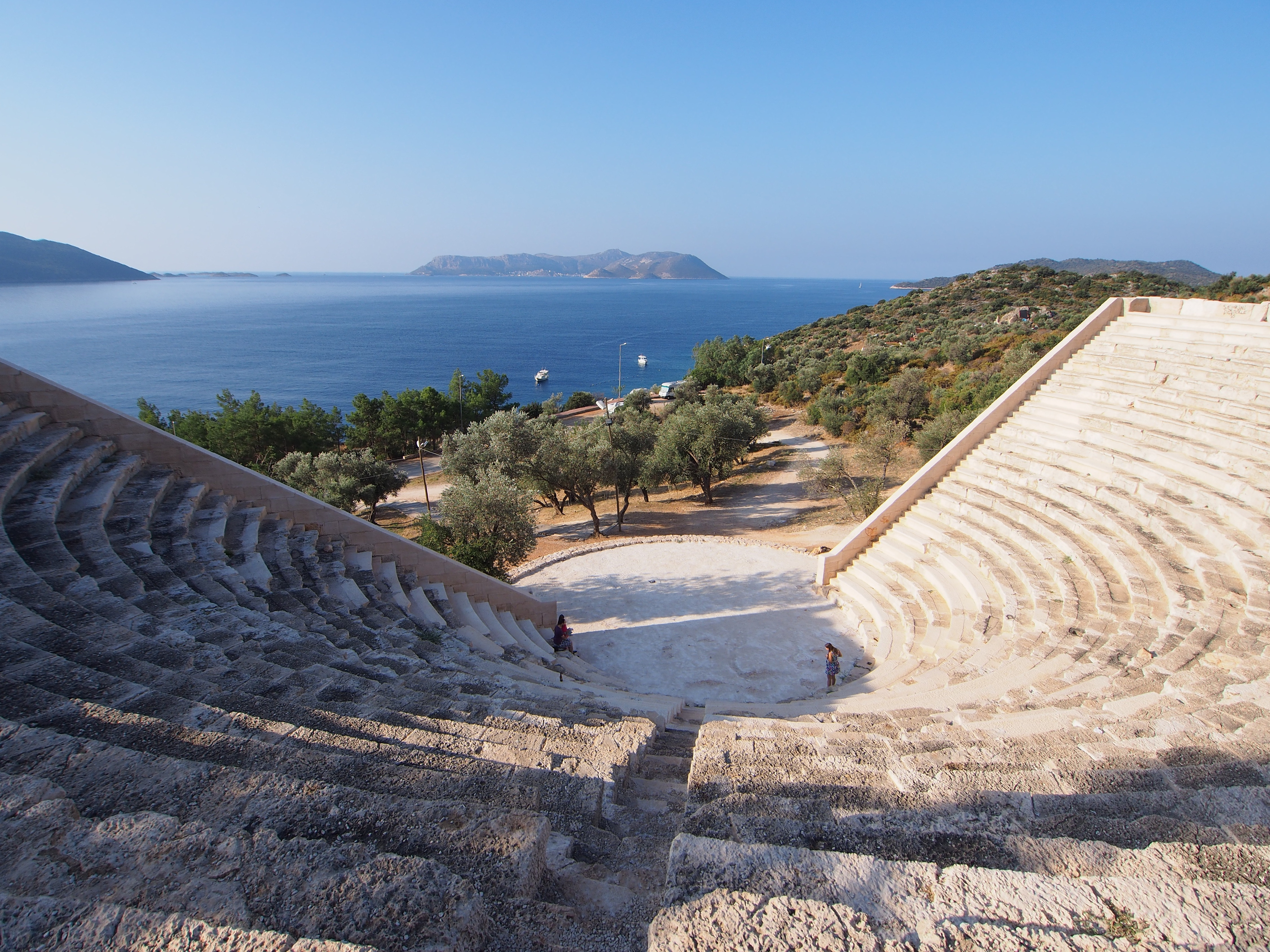
Давньогрецький театр з видом на море

Антифел або Антифелл — місто, яке виконувало роль порту Феллос (Феллос) у Лікії. Воно знаходилося біля бухти на південному узбережжі.  Сер Френсіс Бофорт, першовідкривач цього стародавнього місця, дав сучасну назву Ваті (Βαθύ з грецької глибокий) затоці, на березі якої стоїть Антифелл.
Пліній говорить, що його стародавнє (тобто попереднє Hellenic) ім'я Habessus. Страбон невірно відносить Антифел до внутрішніх міст.
Лікійське поселення тут залишило гробниці на схилі пагорбів, серед яких є саркофаг на високій основі з довгим написом на «лікійському B», сучасна мільян, лувійська мова . Місцеві написи лікійською мовою датуються четвертим століттям до нашої ери. Як Антифел, це місце вперше згадується в грецьких написах того ж століття. Напис, скопійований сером Чарльзом Феллоузом у цьому місці в 1840 році, містить етнічну назву ΑΝΤΙΦΕΛΛΕΙΤΟΥ. Добре збережений маленький елліністичний театр з видом на море, за винятком авансцени.
Оскільки Феллос втратив своє значення протягом елліністичного періоду, Антифелл став головним містом регіону.  На монетах Антифела за часів римської імперії є легенда  про Ἀντιφελλειτων. Місце Антифела зараз знаходиться в муніципалітеті Каш, Туреччина, який до примусового обміну населенням між Грецією та Туреччиною в 1922—1923 роках був Андифілі, у XIX столітті — Андифело.
Антифел, який майже опустелився до 1828 року і відбудувався протягом наступних десятиліть, став відомим у середині XIX століття як вченим, так і мандрівникам. Феллоуз (1841) намалював сторінку малюнків-зразків саркофагів, фронтонів і дверей гробниць, а також план Антифелія в романі Томаса Абеля Бріміджа Спратта «Подорожі в Лікію, Міліас і Кібірати» 1847 року.

## Єпископство
Єпископство Антифелла було суфраганом столичного престолу Міри, столиці римської провінції Лікія. Її єпископ Феодор брав участь у Халкідонському соборі 451 року. Він також був присутній на провінційному синоді, що відбувся в 458 році у зв'язку з вбивством Протерія Олександрійського, але через проблеми зі здоров'ям  рук, акти зборів від його імені підписав священик Євстафій.
Антифелл більше не є резидентом єпископства, але сьогодні внесений католицькою церквою до списку титулярного престолу/

## Дивіться також
- Фелл